# Sankt Jakob im Walde
Sankt Jakob im Walde är en kommun i distriktet Hartberg-Fürstenfeld i förbundslandet Steiermark i Österrike.
Kommunen består av fyra orter (Ortschaften) (inom parentes invånarantal 1 januari 2024):
- Filzmoos (213)
- Kaltenegg (109)
- Kirchenviertel (542)
- Steinhöf (148)